# Scatopse picipes
Scatopse picipes är en tvåvingeart som beskrevs av Johann Wilhelm Meigen 1830. Scatopse picipes ingår i släktet Scatopse och familjen dyngmyggor.
Artens utbredningsområde är Tyskland. Inga underarter finns listade i Catalogue of Life.